# The Greatest Story Never Told Chapter 2: Bread and Circuses
Albums de Saigon
The Greatest Story Never Told
(2011) G.S.N.T. 3: The Troubled Times of Brian Carenard
(2014)
Singles
1. Not Like Them
Sortie : 11 septembre 2012
2. Best Thing That I Found
Sortie : 26 octobre 2012

The Greatest Story Never Told Chapter 2: Bread and Circuses est le deuxième album studio de Saigon, sorti le 6 novembre 2012.
L'album s'est classé 19e au Top Rap Albums, 25e au Top R&B/Hip-Hop Albums, 29e au Top Independent Albums et 189e au Billboard 200.

## Liste des titres
| No  | Titre                                                                          | Contient un (des) sample(s) de | Durée |
| --- | ------------------------------------------------------------------------------ | ------------------------------ | ----- |
| 1.  | Plant the Seed (What U Paid For) (Produit par Shuko et Just Blaze)             |                                | 3:49  |
| 2.  | Rap vs. Real (Produit par Just Blaze et Clev Trev)                             |                                | 2:46  |
| 3.  | Let Me Run (featuring Corbett – Produit par DJ Corbett)                        |                                | 4:02  |
| 4.  | Not Like Them (featuring Styles P – Produit par DJ Corbett)                    |                                | 2:56  |
| 5.  | Brownsville Girl (Produit par Shuko)                                           |                                | 2:38  |
| 6.  | The Game Changer (featuring Marsha Ambrosius – Produit par Canei Finch)        |                                | 3:49  |
| 7.  | Blown Away (Produit par DJ Corbett)                                            |                                | 3:08  |
| 8.  | When Will U Love Me (featuring Andreena Mill – Produit par Rich Kidd)          |                                | 4:11  |
| 9.  | The Vowel Song (featuring Rayne Dior – Produit par Saigon et Rayne Dior)       |                                | 0:24  |
| 10. | Best Thing That I Found (featuring Lecrae et Corbett – Produit par DJ Corbett) |                                | 3:34  |
| 11. | Relafriendship (featuring G Martin – Produit par Shuko et Bounce Brothas)      |                                | 4:05  |
| 12. | Yeah Yeah (Produit par Shuko)                                                  |                                | 3:03  |
| 13. | Forever Dreamin' (featuring Tony Collins – Produit par Canei Finch)            |                                | 4:42  |
| 14. | Intervention (Let It Go) (featuring G Martin – Produit par Sire et Clev Trev)  |                                | 4:51  |
| 15. | Our Babies 2 (Crazy World) (Produit par Clev Trev)                             |                                | 3:42  |
| 16. | Keep Pushing (featuring Chamillionaire – Produit par DJ Corbett)               | Revelation des Rimshots        | 3:22  |
| 17. | Blown Away Pt. 2 (featuring stic.man – Produit par DJ Corbett)                 |                                | 2:56  |
| 18. | Rap vs. Real (Homegrown) (Produit par Clev Trev)                               |                                | 3:22  |